# Opel 3,7 Liter
Der Opel 3,7 Liter oder Opel 14/50 PS war ein PKW der Oberklasse, den die Adam Opel AG nur im Jahr 1929 als Nachfolger des Modells 12/50 PS baute.
Anfang 1929 stellte Opel den 3,7 Liter als Nachfolger des 12/50 PS vor und gleichzeitig den 4,2 Liter als Nachfolger des größeren Schwestermodells 15/60 PS.
Der Motor des 3,7 Liter war wieder ein seitengesteuerter Sechszylinder-Reihenmotor, allerdings mit auf 3636 cm³ vergrößertem Hubraum. Die Leistung blieb mit 50 PS (37 kW) bei 2800/min gleich und das Drehmoment wurde mit 130 Nm bei 2400/min angegeben. Die Motorleistung wurde über eine Mehrscheibenkupplung, ein manuelles Dreiganggetriebe, eine Kardanwelle und ein Differential an die Hinterräder weitergeleitet.
Der 3,7 Liter hatte wie sein Vorgänger einen Leiterrahmen aus Stahl-U-Profilen, an dem zwei Starrachsen an Längsblattfedern (vorne halbelliptisch, hinten viertelelliptisch) hingen und mit Stoßdämpfern versehen waren. Alle vier Räder hatten Trommelbremsen.
Auch der 3,7 Liter war als Tourenwagen, Pullman-Limousine oder Kombi erhältlich.
Ende 1929 wurde die Fertigung eingestellt. Nachfolger war der erst 1937 aufgelegte Admiral.